# FC Lübbecke
Der FC Lübbecke (offiziell: Fußball Club Lübbecke von 1925 e. V.) ist ein deutscher Fußballverein aus Lübbecke in Nordrhein-Westfalen. Er wurde am 8. Oktober 1925 gegründet. Die erste Fußballmannschaft spielte sechs Jahre in der höchsten Amateurliga Westfalens. Neben Fußball bietet der Verein auch Badminton an.

## Geschichte
Der Verein wurde am 8. Oktober 1925 gegründet. Im Jahre 1939 schloss sich der FC Lübbecke dem am 20. Oktober 1865 gegründeten Männerturnverein Lübbecke an. Dieser wurde mit dem Ende des Zweiten Weltkrieges verboten. Als Nachfolgeverein wurde im Februar 1946 der TuS Lübbecke gegründet. Im Jahre 1949 schließlich spaltete sich die Fußballabteilung als FC Lübbecke vom TuS Lübbecke ab.

### Die Gellesch-Elf (1945 bis 1950)
Nach dem Ende des Zweiten Weltkrieges verschlug es dem 20-fachen deutschen Nationalspieler Rudolf Gellesch nach Lübbecke, der fortan als Spielertrainer für die Fußballer des TuS Lübbecke aktiv war. In der Saison 1947/48 wurde der TuS Meister der Bezirksklasse Herford und stieg in die Landesliga Westfalen auf. Zu dieser Zeit war die Landesliga die höchste Amateurliga Westfalens und bildete den Unterbau für die Fußball-Oberliga West.
Gleich in der Aufstiegssaison 1948/49 wurde die „Gellesch-Elf“ Vizemeister in der Gruppe 3 hinter Arminia Bielefeld. Höhepunkt der Saison war ein 3:1-Auswärtssieg gegen die Arminia. Ein Jahr später qualifizierte sich der mittlerweile als FC Lübbecke auflaufende Verein für die eingleisige Landesliga. Trainer Gellesch verabschiedete sich am Saisonende in Richtung Eintracht Trier.

### Landesligajahre (1950 bis 1959)
In der Saison 1950/51 wurden die Lübbecker in der eingleisigen Landesliga Westfalen Siebter. Ein Jahr später gelang mit einem 9:1 gegen die Sportfreunde Gladbeck der höchste Sieg im westfälischen Oberhaus. Im Jahre 1952 wurde aus der eingleisigen eine fünfgleisige Landesliga. Dort gelangen noch überraschende Siege wie ein 2:0 gegen den Meister VfB 03 Bielefeld in der Saison 1952/53. Ein Jahr später stieg die Mannschaft als Vorletzter in die Bezirksklasse ab.
Im Jahre 1956 wurden die Lübbecker erneut Bezirksklassemeister und kehrten damit in die Landesliga zurück, die nach der Einführung der Verbandsliga im gleichen Jahr nur noch die zweithöchste Spielklasse Westfalens war. Bis 1959 hielt sich die Mannschaft in der Landesliga, ehe der erneute Abstieg folgte. Tiefpunkt der Saison war eine 1:11-Niederlage beim Meister Union Herford.

### Niedergang (1959 bis 2020)
In der Bezirksklasse wurden die Lübbecker in der Saison 1959/60 beinahe in die Kreisklasse durchgereicht worden. In den Jahren 1962 und 1963 reichte es für den Verein noch zu Vizemeisterschaften in der Bezirksklasse hinter SuS Herford bzw. TuRa Löhne. Im Jahre 1968 stiegen die Lübbecker in die 1. Kreisklasse ab, schafften aber den direkten Wiederaufstieg. Nach drei Jahren Abstiegskampf ging es 1972 wieder hinunter in die 1. Kreisklasse, die 1977 in Kreisliga A umbenannt wurde. Gleich im ersten Jahr unter dem neuen Namen stieg der FCL ab. 1980 kehrten die Lübbecker ins Kreisoberhaus zurück und erreichten zwischen 1987 und 1989 noch mal für zwei Jahre die Bezirksliga.
In den 2000er Jahren wurde der FCL zu einer Fahrstuhlmannschaft zwischen der Kreisliga A und B. Seit dem Aufstieg im Jahre 2007 spielt der FC Lübbecke in der Kreisliga A. Höhepunkte der vergangenen Jahre waren vierte Plätze in den Spielzeiten 2008/09, 2009/10 und 2013/14. Während der Saison 2017/18 wurde die Mannschaft aus der laufenden Saison zurückgezogen.

### Gegenwart (seit 2020)
Im Jahre 2024 gelang unter kuriosen Umständen der Aufstieg in die Bezirksliga. Die zweite Mannschaft des FC Lübbecke wurde Vizemeister hinter TuS Tengern II, während die erste Mannschaft Sechster wurde. Da Tengern auf den Aufstieg verzichtete, rückte Lübbecke nach. In der folgenden Saison gelang der Durchmarsch in die Landesliga.

## Nachwuchsarbeit
Im Jahr 1966 schrieb der FC Lübbecke Geschichte und gründete die erste E-Jugend-Mannschaft im Altkreis Lübbecke. Die Jugendarbeit trug auch bald Früchte. Zahlreiche Kreismeisterschaften und Kreispokale wurden errungen. Besonders erfolgreich sollte die A-Jugend des FC sein. Sie spielte in der Westfalenliga und brachte den späteren deutschen Nationalspieler und Torschützenkönig der ersten belgischen Liga Harald Nickel hervor.

## Spielstätte
Der FC Lübbecke trägt seine Heimspiele von jeher im Stadion an der Obernfelder Allee aus. Der Haupteingang war früher über eine große Treppe von der Osnabrücker Straße aus erreichbar. Mit der sportlichen Talfahrt nahm auch das Interesse an den Spielen des Vereins ab und der große Eingangsbereich wurde nicht mehr genutzt. Heute erreicht man den Sportplatz durch den direkten Eingang von der Obernfelder Allee.

## Persönlichkeiten
| - Ludwig Altig - Rudi Gellesch - Heinz Hinz | - Erwin Kostedde - Harald Nickel - Heinz Otten | - Eduard Sausmikat - Max Wegner |